# Східний гірничо-збагачувальний комбінат

Дробарка Східного ГЗК

Східний гірничо-збагачувальний комбінат — державне підприємство, один з 28 уранодобувних центрів світу, серед яких
він перебуває в першій десятці, а також є найбільшим в Європі. Єдине в Україні підприємство, що забезпечує видобуток природного урану і виробництво його оксидного концентрату. Розташовано в місті Жовті Води.

## Історія
24 липня 1951 року постановою Ради Міністрів СРСР на базі рудників ім. Першого Травня й Жовта Ріка тресту «Ленінруда» Міністерства чорної металургії й деяких інших підприємств створюється Комбінат № 9, він же п/с 28, а пізніше — Східний гірничо-збагачувальний комбінат.
1 серпня на підставі постанови Ради Міністрів СРСР від 24.07.51 було створено Східний гірничо-збагачувальний комбінат. До складу комбінату входило 2 рудоуправління: Рудоуправління № 1 (м. Кривий Ріг р-н Першого Травня) та Рудоуправління № 2 (с. Жовта Ріка).
Першим начальником комбінату № 9 (на той час ця посада так називалася) наказом від 10.08.51 № 53 начальника 2-го Головного управління при Раді Міністрів СРСР Антропова П. Я. був призначений Бондаренко Михайло Нестерович, цим же наказом головним інженером комбінату був призначений Якушенков Борис Іванович.
31 серпня була завершена розвідка з підрахунком запасів Першотравневого й Жовторічанського родовищ, які були передані 2-му Головному управлінню при Раді Міністрів СРСР.
Початок будівництва шахт: «Об'єднана» і «Північна» (РУ-1); «Нова» і «Вільхівська» (РУ-2).
1955 — введено в експлуатацію ремонтно-механічний завод (РМЗ). 25 жовтня наказом № 793 Міністра середнього машинобудування схвалене рішення про будівництво гідрометалургійного цеху.
1956 — шахта «Нова» видала першу руду. 1957 — шахти «Вільхівська» і «Північна» видали першу руду. 19 січня 1959 отримано перший кілограм урану у вигляді U3O8 1961 — початок робіт на Девладовському родовищі. Липень 1965 — отримано перший уран на ділянці підземного вилуговування «Девладове». Липень 1966 — початок робіт на Братському родовищі. 2 лютого 1967 — створене рудоуправління № 2 на базі Мічурінського родовища. 1969 — розпочався видобуток руди на Мічурінському родовищі.
12 квітня 1970 — отримано перший уран на ділянці підземного вилуговування «Братське». Початок робіт на Северинському родовищі. Квітень 1972 — створено РУ-3 на базі Ватутінського родовища. 1975 — початок роботи на Ватутінському родовищі (добута перша руда). Шахта «Північна» РУ-2 досягла проєктної потужності. 1972—1976 — реконструкція ГМЗ, потужність заводу збільшена вдвічі. 1976 — добуто першу руду на шахті № 1 рудоуправління № 3.
5 травня 1980 — початок робіт на Михайлівському родовищі. 1981 — початок робіт на Сафонівському родовищі. 1984 — шахта № 1 Смолінського рудника вийшла на проєктну потужність. Почалося будівництво Новокостянтинівського рудника. 6 лютого пущена перша черга (СК-42) сірчанокислотного заводу.
Листопад 1987 — пущена друга черга сірчанокислотного заводу (СК-46), потужність заводу досягла мільйона тонн сірчаної кислоти (найбільший завод у СРСР). У зв'язку із прийняттям програми з конверсії Северинське родовище було переведено в режим мокрої консервації. 1989 — добуто першу руду на Центральному родовищі Інгульської шахти. У зв'язку з конверсією ухвалено рішення про припинення робіт на Новокостянтинівському, Михайлівському і Сафонівському родовищах.
1995 — Новокостянтинівське родовище передано на баланс СхідГЗК.
2020 — перейшло в режим роботи «простій». Причина у затримці коштів з боку Енергоатому, через що підприємство не може виробляти уран.

## Структура
До складу комбінату входять три шахти з видобутку уранової руди, з них дві є діючими (Інгульська та Смолінська) і одна будується (Новокостянтинівська), а також ураноперероблюючий комплекс.

## Виробництво
СхідГЗК виробляє також сірчану кислоту, продукцію машинобудування, приладобудування, гірничошахтне устаткування, різноманітний асортимент виробів для атомних станцій й інших напрямків виробництва. Комбінат надає транспортні послуги (авто- і залізничні), ремонтно-будівельні, науково-дослідні і конструкторські розробки, послуги зв'язку тощо.

### Завод ядерного палива
Будівництво заводу з виробництва ядерного палива на землях Смолінської шахти ДП «СхідГЗК» в смт. Смоліне Маловисківського району Кіровоградської області розпочалось 4 жовтня 2012 року. На заводі планується налагодити виробництво ядерного палива для реакторів ВВЕР-1000, що має посилити енергетичну безпеку України.
Перша черга будівництва має бути здана до 2014 року. У 2015 році буде введений в експлуатацію завод потужністю 400 тонн урану на рік. Повний розвиток заводу прогнозується починаючи з 2017 року по закінченні третьої черги будівництва. За попередніми оцінками, загальна вартість будівництва оцінюється у більш, ніж шість мільярдів гривень.